# بل رز (لوئیزیانا)
بل رز (به انگلیسی: Belle Rose) شهری در ایالت لوئیزیانا کشور ایالات متحده آمریکا است که جمعیت آن در سرشماری سال ۲۰۱۰ میلادی، ۱٬۹۰۲ نفر بوده‌است.